# Дамодар Дхармананда Косамбі
Дамодар Дхармананда Косамбі (англ. Damodar Dharmananda Kosambi; скор. Д. Д. Косамбі, англ. D. D. Kosambi; 31 липня 1907, Косбен, Гоа, Португальська Індія, Португальське королівство — 29 червня 1966, Бомбей, Індія) — індійський математик, статистик, філолог, історик марксистського спрямування і громадський діяч.
Один з найвизначніших текстологів та фахівців із давньоіндійської літератури на санскриті, в галузі історії вивчав переважно стародавню Індію, її культуру та суспільні відносини.

## Життєпис
Народився в Косбені неподалік Гоа (Панаджі), який перебував під португальським пануванням. Його батько, Дхармананда Дамодар Косамбі, походив з варни брахманів, проте згодом виступив проти кастової системи та застарілих ритуалів, навернувшись у буддизм і провівши значну частину життя в поневіряннях. Косамбі-старший був одним із провідних філологів Індії, що значною мірою зумовило атмосферу, в якій виховувався його син. Вже у восьмирічному віці Дамодар Дхармананда Косамбі закінчив початкову школу.
1918 Д. Д. Косамбі та його старша сестра Маннк Косамбі вирушили з батьком, якого Гарвардський університет запросив для роботи з буддійськими джерелами, до Массачусетсу. 1920 року Косамбі-молодший вступив до вищої латинської школи в Кембриджі. У Кембриджі він познайомився і здружився з інформатиком Норбертом Вінером, батько якого співпрацював із Косамбі-старшим. На відміну від більшості однолітків, Косамбі не зосереджував увагу на одному предметі, а успішно поєднував вивчення математики, природничих і суспільних наук.
Блискуче склавши шкільні іспити, Косамбі отримав пропозицію вступати до Гарвардського університету, але перервав навчання 1924 року і повернувся до Індії, щоб брати участь у національно-визвольному русі (батько Косамбі, який повернувся до Гуджаратського університету, був близьким соратником Махатми Ганді). До США родина Косамбі повернулася 1926 року, і 1929 року Дамодар Дхармананда отримав диплом Гарварду.
Після повернення до Індії викладав математику та німецьку мову в індуїстському університеті Бенареса (1930) та мусульманському університеті Аліґарха (1931), куди його запросив Андре Вейль. Статті Косамбі з диференціальної геометрії, математичного аналізу, астрономії та фізики («Прецесії еліптичної орбіти») почали друкуватися в індійських, італійських та німецьких виданнях.
Від 1933 до 1945 року працював у коледжі Ферґюссона в Пуне, викладаючи математику та працюючи над теорією графів. 1944 року видав статтю The Estimation of Map Distance from Recombination Values в Annals of Eugenics обсягом чотири сторінки, в якій описав свою функцію відображення. З іншого боку, в цей період Косамбі зробив значний внесок у історичну науку Індії. Затятий нумізмат, він приділяв значну увагу науковому вивченню нумізматики та використанню в ньому математичних та історичних методів.
У 1945 року Бхабха Хомі Джехангір Баба запропонував Косамбі посаду професора математики в Інституті фундаментальних досліджень (Інституті суспільних наук) ім. Тата в Бомбеї. Роботу в інституті від 1945 до 1962 року вважають найважливішим періодом наукової діяльності Косамбі.
1965 року видано головну (поряд зі «Вступом до вивчення індійської історії») історичну працю Косамбі — «Культура і цивілізація стародавньої Індії». У ній він осмислює історію та традицію Індії на основі принципів історичного та діалектичного матеріалізму. Л. Б. Алаєв називає Косамбі піонером марксистського підходу до ранньої історії Індії.
Починаючи з останнього етапу боротьби за незалежність Індії, Косамбі примикав до лівих, зокрема до Комуністичної партії Індії. Попри зовнішньополітичний курс Джавахарлала Неру і декларовані ним соціалістичні принципи, Косамбі водночас вважав їх лише прикриттям для капіталізму і виступав із жорсткою критикою внутрішньої політики індійського керівництва, вважаючи її поступками буржуазії, що викликало напруженість у його відносинах із владою — він навіть пішов з інституту ім. Тата. Вітав курс маоїстського керівництва Китайської Народної Республіки (протягом 1952–1962 був постійним гостем у КНР) і брав активну участь у антивоєнному русі як член Світової ради миру. Налагоджуючи контакти з однодумцями та беручи участь у конгресах миру, Косамбі неодноразово відвідував Пекін, Гельсінкі та Москву.
Дочка, Міра Косамбі — соціологиня та діячка феміністського руху.

## Окремі твори
- D. D. Kosambi. An introduction to the study of Indian history. Bombay, 1956
- D.D. Kosambi Indian Numismatics. New Delhi: Orient Longman, 1981